# 사랑해요 FM
이상은의 사랑해요 FM은 KBS 2FM에서 매일 저녁 6시부터 밤 8시까지 방송했던 라디오 프로그램이다.
1999년 3월 29일에 첫방송을 시작해 2003년 10월 19일 방송을 마지막으로 4년 만에 폐지되었다.

## 역대 DJ
- 1999년 3월 29일 ~ 2001년 4월 8일 : 신윤주 아나운서
- 2001년 4월 9일 ~ 2002년 3월 31일 : 이재후 아나운서
- 2002년 4월 1일 ~ 2002년 10월 20일 : 김영철
- 2002년 10월 21일 ~ 2003년 10월 19일 : 이상은